# Manuel Cañete

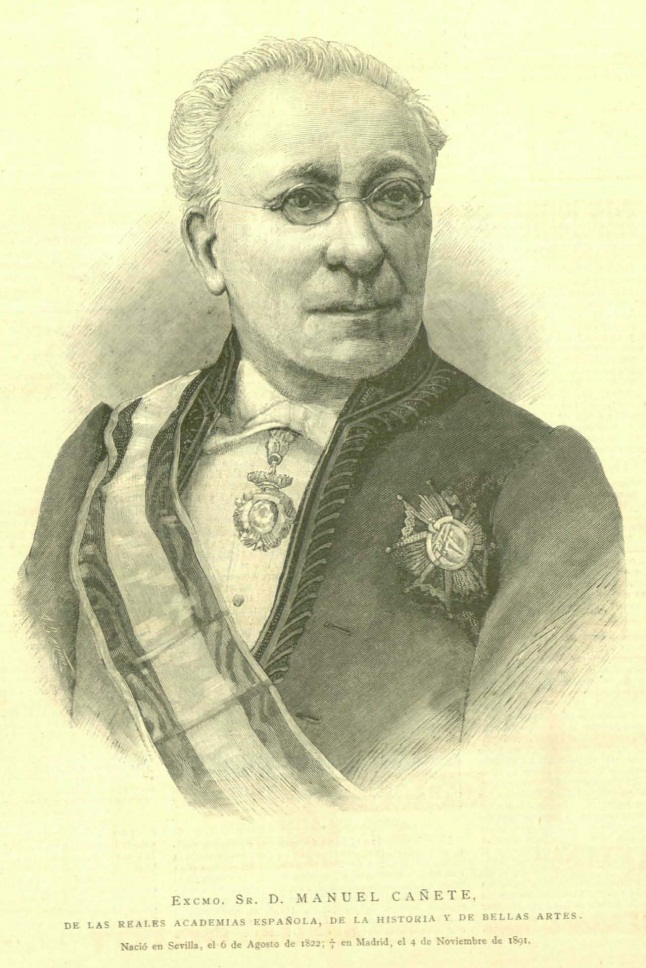
Manuel Cañete i La Ilustración Española y Americana 1891.

Manuel Cañete, född den 6 augusti 1822 i Sevilla, död den 4 november 1891 i Madrid, var en spansk författare.
Cañete, som 1858 blev ledamot av Spanska akademien och 1883 av Academia de la historia, var under mer än trettio år verksam som litteraturkritiker i spanska tidningar och tidskrifter. Adolf Hillman bedömer hans verksamhet på följande sätt i Nordisk familjebok: "Han var strängt katolsk, konservativ och stundom intolerant, men hans verksamhet präglas af allvar, ärlighet och en stor fond af kunskap". Hans litterära kvarlåtenskap består, utom av ett band mindre betydande Poesias (1859) och Recuerdos de la montaña samt två zarzuelas, Beltrán y la Pompadour och La flor de Besalu, med musik av Casares, av Escritores españoles é hispano-americanos, Teatro Español del siglo XVI, estudios histórico-literarios, Biografia y estudio critico de las obras del duque de Rivas, Prólogo é ilustraciones á las farsas y eglogas de Lucas Fernández, förutom ett stort antal litterära biografier och tal i de akademier, av vilka han var medlem.